# سونيك بلاست مان
سونيك بلاست مان (بالإنجليزية: Sonic Blast Man)‏ (باليابانية: ソニックブラストマン)، هي لعبة فيديو من نوع ملاكمة، وهي من تطوير ونشر شركة تايتو اليابانية سنة 1992، صدرت على صالات الآركيد ثم على أجهزة سوبر نينتندو إنترتينمنت سيستم المنزلية.

## المواقع الخارجية
- سونيك بلاست مان على موبي غيمز